# براندون هيرست
براندون هيرست (بالإنجليزية: Brandon Hurst)‏ هو ممثل بريطاني (وحمل سابقاً جنسية المملكة المتحدة لبريطانيا العظمى وأيرلندا)، ولد في 30 أغسطس 1866 بلندن في المملكة المتحدة، وتوفي في 15 يوليو 1947 بهوليوود في الولايات المتحدة.

## أعمال

### أفلام
- (1924) لص بغداد
- (1934) بيت روتشيلد
- (1934) يعيش فيلا
- (1939) الشمس لا تغيب
- (1940) إيقاع على النهر
- (1941) دكتور جيكل ومستر هايد
- (1942) شبح فرانكشتاين

## وصلات خارجية
- براندون هيرست على موقع IMDb (الإنجليزية)
- براندون هيرست على موقع ألو سيني (الفرنسية)
- براندون هيرست على موقع أول موفي (الإنجليزية)
- براندون هيرست على موقع قاعدة بيانات برودواي على الإنترنت (الإنجليزية)
- براندون هيرست على موقع قاعدة بيانات الأفلام السويدية (السويدية)
- براندون هيرست على موقع قاعدة بيانات الفيلم (الإنجليزية)
- براندون هيرست على موقع كينوبويسك (الروسية)